# Al-Hariri
Abu Muhammad al-Kasim ibn Ali ibn Muhammad al-Hariri (arab. أبو محمد القاسم بن علي بن محمد الحريري, ur. 1054, zm. 1122) – pisarz arabski uprawiający specyficzny rodzaj literacki – makamę, czyli opowiadanie napisane prozą rymowaną, czyli tak zwanym sadżem. Dzięki swojej twórczości był bardzo popularny w swoich czasach. Jako szanowany obywatel Basry piastował tam wiele ważnych stanowisk administracyjnych. Był również uważany za jednego z większych filologów języka arabskiego swojej epoki. 
Zbiór Al-Makamat al-adabijja (Makamy literackie) jego autorstwa, obejmujący 50 makam, uznawany był w początkach II tysiąclecia za drugie po Koranie najważniejsze dzieło języka arabskiego. Bohaterem jego utworów jest wędrowny literat Abu Zajd as-Sarudżi. Jego liczne przygody i peregrynacje pozwoliły autorowi ukazać różnorodność społeczną ówczesnego świata arabskiego.
Jego inne dzieła to traktat o niewłaściwym użyciu słów i zwrotów w języku arabskim pt. Durrat al-ghawwas fi auham al-chawass (Perła nurka, czyli o błędnych przekonaniach elit), oraz poemat dydaktyczny z zakresu gramatyki arabskiej opatrzony własnym komentarzem autora, zatytułowany Mulhat al-irab (Przyjemna rzecz o gramatyce).

## Polskie przekłady makam Al-Haririego
- Makama trzydziesta dziewiąta. Omańska, przeł. Janusz Danecki, "Przegląd Orientalistyczny", 1993, 3/4, 179-183,
- Makama eufracka, przeł. Marcin Michalski, "Przekładaniec", 2007, 1-2, 114-121,
- Makama samarkandzka, przeł. Marcin Michalski, "Przekładaniec", 2007, 1-2, 123-129,
- Makama sanijska, przeł. Marcin Michalski, "Przegląd Orientalistyczny", 2008, 1/2, 103-105,
- Makama o dwóch dinarach. przeł. Marcin Michalski. "Przegląd Orientalistyczny”, 2008, 1/2, 105-108.